# Оффре, Бенжамен
Бенжамен Оффре (фр. Benjamin Auffret, род. 15 марта 1995, Монтро-Фот-Йон, Франция) — французский прыгун в воду, призёр чемпионата Европы 2018 и 2019 годов.

## Биография
Оффре представлял Францию на чемпионате Европы 2013 года в Ростоке, участвуя в соревнованиях в командном зачете, на 1-метровом и 3-метровом трамплине.
Участвовал в Европейском чемпионате по водным видам спорта в Берлине в 2014 году в соревнованиях на трамплине 1 метр и на 10-метровой вышке.
Квалифицировался на чемпионате мира по водным видам спорта в Казани в 2015 году в прыжках с 10-метровой вышки. Вышел в финал. Результат позволил ему получить допуск к Олимпийским играм в Рио-де-Жанейро 2016 года.
На Играх в Бразилии в 2016 году в прыжкам с 10-метровой вышки Оффре занял итоговое 4-е место, набрав в финале 507.35. Оффре стал лучшим среди прыгунов из Европы.
На чемпионате Европы по водным видам спорта в Глазго 2018 года  завоевал бронзу на 10-метровой вышке, пропустив вперёд россиян Александра Бондаря и Никиту Шлейхера.